# یان کامپانوس ودینیانسکی
یان کامپانوس وودینیانسکی (چکی: Jan Campanus Vodňanský؛ ۲۴ ژوئن ۱۵۶۵ – ۱۳ دسامبر ۱۶۲۲) انسان گرا، آهنگساز، معلم، شاعر و نمایشنامه نویس چک بود. او در وودنانی (از این رو نام خانوادگی او) در جنوب بوهم به دنیا آمد. او در دانشگاه پراگ و در سال ۱۵۹۶ تحصیل کرد و در آنجا به درجه کارشناسی ارشد علوم مقدماتی رسید. او در پراگ و کوتنا هرا معلم شد. از سال ۱۶۰۳ در دانشگاه پراگ به تدریس یونانی و لاتین پرداخت. او همچنین تاریخ و شعر لاتین تدریس می‌کرد. وی بارها به عنوان رئیس این دانشگاه منصوب شد.
کامپانوس قبل از کاتولیک شدن در سال ۱۶۲۲ یک هوسی بود.